# Stazione di Milano Porta Nuova (1840)
Stazione di Milano Porta Nuova vasútállomás Olaszországban, Lombardia régióban, Milánóban.

## Vasútvonalak
Az állomást az alábbi vasútvonalak érintik:
- Milánó–Monza-vasútvonal

## Kapcsolódó állomások
A vasútállomáshoz az alábbi állomások vannak a legközelebb: